# سیارک ۸۴۸۸۴
سیارک ۸۴۸۸۴ (به انگلیسی: 84884 Dorismcmillan، نامگذاری:2003FS20) هشتاد و چهار هزار و هشتصد و هشتاد و چهارمین سیارک کشف شده‌است که در ۲۳ مارس ۲۰۰۳ کشف شد.